# Femmes en miroirs
 (mars 2011).
Si vous disposez d'ouvrages ou d'articles de référence ou si vous connaissez des sites web de qualité traitant du thème abordé ici, merci de compléter l'article en donnant les références utiles à sa vérifiabilité et en les liant à la section « Notes et références ».
Femmes en miroirs est un film du réalisateur marocain Saâd Chraïbi sorti en 2011. Il s'agit du troisième volet d'une trilogie sur la question de la femme au Maroc, après Femmes... et femmes (1998) et Jawhara, fille de prison (2004) .

## Distribution
- Noufissa Benchehida : Nour
- Meryem Zaimi : Loubaba
- Latifa Ahrar : Damia
- Said Bey : Rachid
- Amal Ayouch : Mme Ghita
- Hajar Graigaa : Hajar
- Yasmina Bennani : Aziza
- Fatem Zahra Bennacer : Hayat
- Zineb Rizki : Meriem
- Ahmed Saguia : Moussa
- Farid Regragui : Qaid
- Salma El Amrani Zirifi : Nour enfant